# Thoas (König von Korinth)
Thoas (altgriechisch Θόας Thóas, deutsch ‚der Schnelle‘), der Sohn des Ornytion, war in der griechischen Mythologie ein König von Korinth.
Er war der Bruder des Phokos und der Vater des Damophon. Da Thoas älterer Bruder Phokos nach Tithorea in Phokis auswanderte, fiel die Regierung nach dem Tode des Ornytion an ihn. Nach seinem Tod wurde sein Sohn Damophon König.